# ريتشارد دبليو. فيلوز
ريتشارد دبليو. فيلوز (بالإنجليزية: Richard W. Fellows)‏ هو ضابط أمريكي، ولد في 7 سبتمبر 1914 في ألغوما في الولايات المتحدة، وتوفي في 7 أغسطس 1998 في ريفرسايد في الولايات المتحدة.